# Іхтіолова мазь

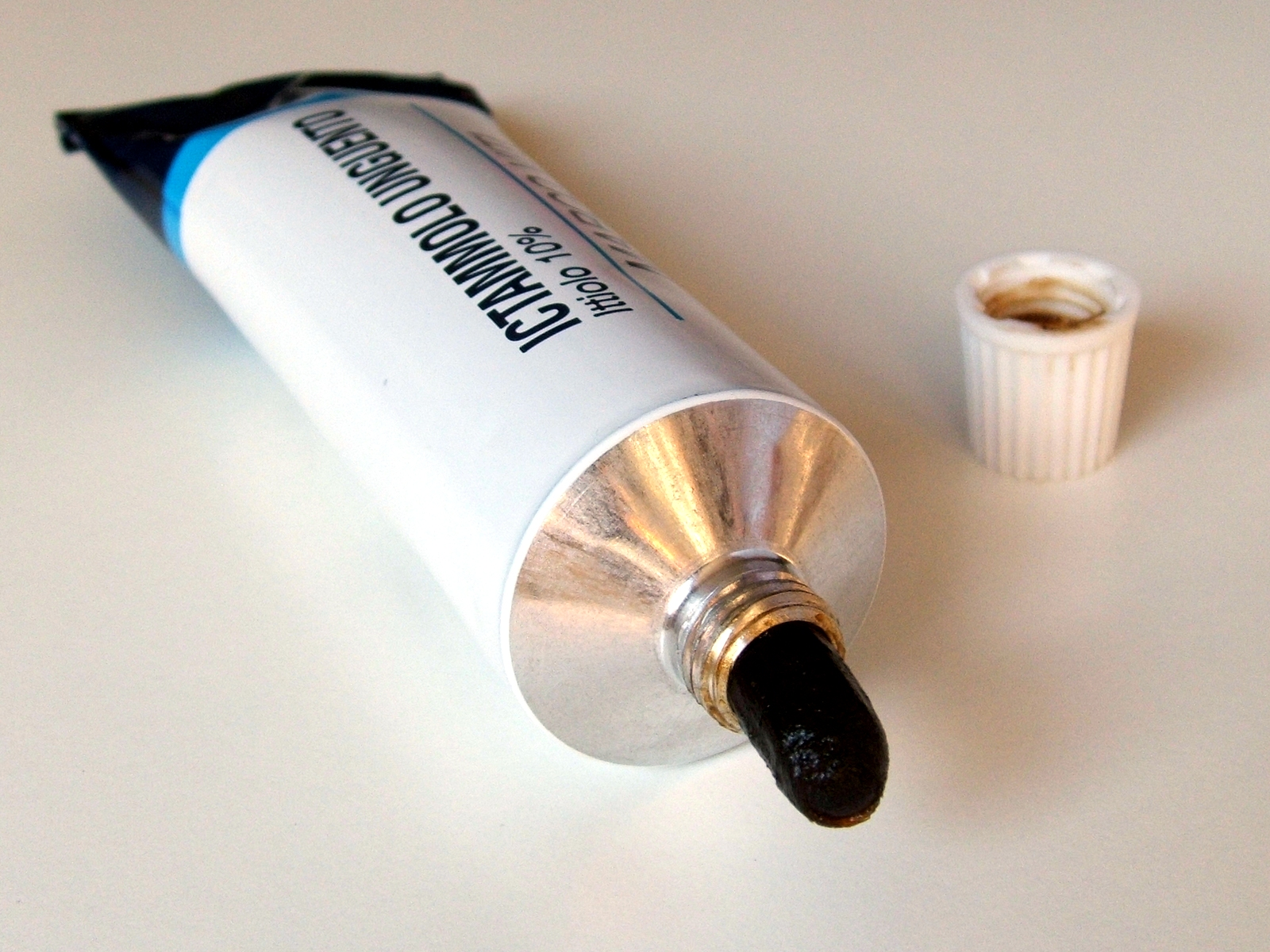
Іхтіолова мазь (у тубі)

Іхтіо́лова ма́зь — (лат. Unguentum Ichthyoli) — лікарський засіб групи «антисептики і дезинфікуючі засоби». Активний засіб — іхтаммол (іхтіол, амонієва сіль сульфокислот сланцевої олії). Іхтіол отримують із смол, що отримуються при газифікації і півкоксуванню горючих сланців. Отримана при дистиляції смоли, фракція олій з межами кипіння 220—400 °C, оброблюється 23%-вим розчином натрієвого лугу, а потім — розведеною сірчаною кислотою. Отриману олію після ретельної промивки сульфують олеумом, відділяють сульфокислоти, що виділилась від непросульфованих олій і продуктів полімеризації, промивають сульфокислою водою, оброблюють 25 % аміачною водою і упарюють.

## Показання до застосування
При захворюваннях шкіри (опіки, бешиха, екзема та ін.), невралгіях, артритах застосовують зовнішньо; при захворюваннях органів малого тазу (метрит, параметрит, сальпінгіт, простатит та ін.) — у вигляді свічок.

## Склад
Мазь містить 10 г (20, 30, 40 г) іхтіолу; допоміжні речовини: емульгатор Т-2, вазелін. 1 супозиторій містить іхтіолу 200 мг; допоміжні речовини: вітепсол.
Основні фізіко-хімічні властивості: мазь темно-бурого кольору із запахом іхтіолу.

## Фармакотерапевтична група
Антисептичні та дезінфікуючі засоби. Код ATC D08A X10**.

## Фармакологічні властивості
Препарат має місцеву знеболювальну, протизапальну та антисептичну дію. Мазь іхтіолова виявляє антимікробну (бактерицидну та бактеріостатичну), протизапальну та місцевознеболювальну дію. Іхтіол при безпосередній дії на шкіру та слизові оболонки спричиняє слабке подразнення чутливих нервових закінчень, тим самим понижуючи їх чутливість, що призводить до виникнення рефлексів, які змінюють живлення тканин. Іхтіол із супозиторіїв всмоктується слизовою оболонкою, зумовлює денатурацію білкових молекул. Сприятливо впливає на зону запалення: регулює судинний тонус, відновлює кровообіг, покращує обмін речовин.

## Спосіб застосування та дози
Мазь застосовують зовнішньо. Препарат наносять на уражену ділянку відкритим або закритим (під пов'язкою) способом. Кількість аплікацій в день, тривалість застосування зумовлені характером захворювання та ефективністю терапії.

## Побічна дія
Можливі місцеві або генералізовані прояви алергічних реакцій.

## Протипоказання
Підвищена чутливість до іхтіолу.

## Взаємодія з іншими препаратами
Несумісний в розчинах з йодистими солями, алкалоїдами, солями важких металів.

## Виробники
ВАТ «Борисовський завод медичних препаратів» (Білорусь), ВАТ «Дальхімфарм» (Росія), ВАТ «Краснодарська фармацевтична фабрика» (Росія), ВАТ «Лубнифарм» (Україна), ЗАТ «Московська фармацевтична фабрика» (Росія), ВАТ «Нижфарм» (Росія), ЗАТ «Ростовська фармацевтична фабрика» (Росія), «Санітас» (Литва), ВАТ «Тверська фармацевтична фабрика» (Росія), ТОВ «Фармстандарт-Фітофарм НН» (Росія), ВАТ «Фітофарм» (Україна), ФГУП НЗЛСП «Фітофарм-ПН» (Росія), ЗАТ «Ярославська фармацевтична фабрика» (Росія),  ПрАТ Фармацевтична фабрика «Віола» (Україна, Запоріжжя), ТОВ «Тернофарм».